# Cumarinnekrose
Die Cumarinnekrose (Syn.: Warfarinnekrose, Marcumarnekrose) ist eine seltene Nebenwirkung einer antikoagulativen Therapie mit einem Cumarin-Präparat. Die Inzidenz liegt bei weniger als 0,1 % der mit dieser Stoffgruppe Behandelten.

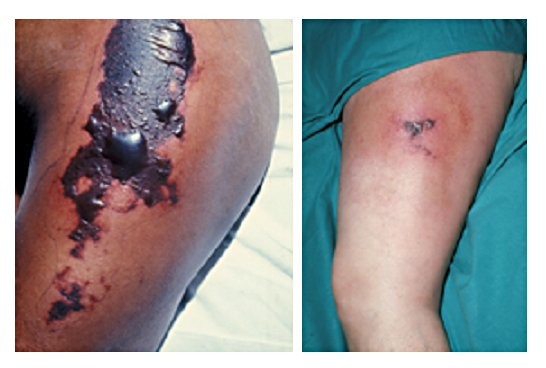
Zwei Patienten mit Cumarinnekrosen verschiedenen Ausmaßes

Dabei kommt es wenige Tage nach Beginn der Therapie zu oft druckempfindlichen fleckförmigen Hautveränderungen, die meist zunächst gerötet erscheinen. Im Laufe einiger Tage bilden sich dort blutige Bläschen oder eine zunehmende Schwarzfärbung. Endstadium ist in der Regel ein Absterben („Nekrose“) des betroffenen Hautbezirkes unter Narbenbildung. Betroffen ist in der Regel der Körperstamm.
Die genaue Ursache der Cumarinnekrose ist noch ungeklärt, vermutet wird eine anfängliche Schädigung der Kapillarwand mit anschließendem thrombotischen Verschluss kleiner Kapillargefäße. Cumarinnekrosen treten bei Frauen, bei fettleibigen Personen, bei anfangs hoher Dosierung des Cumarinpräparates und bei Patienten mit einem Mangel an Protein C vermutlich gehäuft auf.
Eine spezifische Therapie ist nicht möglich, diese beschränkt sich auf eine lokale Wundbehandlung, bei ausgedehnten Defekten evtl. mit Hauttransplantation und gegebenenfalls auch mit Amputationen.
Eine niedrige Dosis des Cumarinpräparates zu Therapiebeginn und eine überlappende Behandlung mit Heparin in den ersten Tagen gelten als geeignete Mittel, das Risiko für eine Cumarinnekrose zu senken. Allerdings kann unfraktioniertes Heparin bei gleichzeitiger Cumaringabe in seltenen Fällen auch Hautnekrosen auslösen.